# Стара Станиця (Армавір)
Ста́ра Стани́ця — станиця в Краснодарському краї, у складі муніципального утворення місто Армавір. Центр Старостаничного сільського округу.
Населення — 7 054 мешканців (2002).
Станиця розташована на правому березі річки Кубань навпроти міста Армавір, з яким пов'язана автомобільним мостом.